# A History of Violence
A History of Violence è un film del 2005 diretto da David Cronenberg.
Il film è tratto dall'omonimo romanzo a fumetti scritto da John Wagner, illustrato da Vince Locke e pubblicato da Vertigo (etichetta di DC Comics) nel 1997, noto in italiano come Una storia violenta (edito dalla Magic Press). Il lungometraggio è stato presentato in concorso al 58º Festival di Cannes.

## Trama
Tom Stall, proprietario di una tavola calda, vive con la moglie Edie, avvocata, il figlio Jack e la figlia minore Sarah in una piccola città dell'Indiana, Millbrook. Diventa l'eroe locale dopo avere difeso se stesso e altre persone da un tentativo di rapina, uccidendo con una certa destrezza i rapinatori Leland e Billy, che stavano per ammazzare la cameriera e terrorizzando tutti i presenti. La sua storia diventa in breve di dominio pubblico attirando l'attenzione dell'intera nazione e anche dei membri della mafia irlandese di Filadelfia. Alcuni di loro arrivano in città guidati dallo sfregiato Carl Fogarty, il quale sostiene che Tom sia in realtà Joey Cusack che lo ha tradito vent'anni prima. Queste supposizioni rompono l'equilibrio dell'intera famiglia.
Intanto Jack, che fino ad allora si era sempre tirato indietro dalle risse scolastiche, reagisce ai bulli che lo hanno tormentato a scuola, pestando a sangue il peggiore. Viene però rapito dalla banda di Fogarty, che lo prende come ostaggio per avere Tom con sé. Tom però, al momento dello scambio, riesce a uccidere i suoi assalitori, eccetto Fogarty, che lo ferisce e che, quando sta per finirlo, viene ucciso da Jack con un colpo di fucile alla schiena. Dall'abilità mostrata nell'affrontare i gangster risulta evidente che Tom è Joey Cusack. La moglie e il figlio si infuriano con lui per avere mentito così a lungo, ma, quando lo sceriffo comincia a pensare che le parole di Fogarty fossero vere, Edie difende il marito.
I guai però non sono finiti perché il fratello di Joey, Richie, uno dei boss della malavita di Filadelfia, telefona a Joey chiedendogli di fargli visita. Joey accetta per chiedere al fratello di fare cessare quella faida, anche perché un rifiuto costerebbe probabilmente la vita a lui e alla sua famiglia. Dopo un abbraccio, in un clima apparentemente cordiale, Richie ricorda a Joey che il suo comportamento gli è costato molto denaro per scongiurare il rischio di perdere l'appartenenza alla mafia irlandese dell'East Coast, che era stata sul punto di ucciderlo.
Alla domanda di Joey su che cosa possa fare per rimediare e fare pace Richie gli risponde: «Potresti morire». Uno degli uomini di Richie tenta quindi di uccidere Joey con il "laccetto", ma quest'ultimo riesce a uccidere sia il primo assalitore che gli altri tirapiedi, per poi uccidere anche lo stesso Richie con un colpo di pistola alla fronte. Joey ritorna a casa durante l'ora di cena. L'atmosfera è tesa e intensa: il resto della famiglia è a tavola e sta per iniziare a mangiare. Joey si siede, i figli gli porgono un piatto e del cibo. Inizialmente la moglie chiude gli occhi, poi in lacrime li apre e guarda il marito, che a sua volta guarda lei. Nessuno parla ma gli sguardi dicono tutto: inevitabile il desiderio di tornare alla normalità.

## Riprese
Il film è ambientato nella cittadina immaginaria di Millbrook nell'Indiana, Stati Uniti d'America, ma le riprese sono in realtà avvenute a Millbrook nell'Ontario, in Canada, tra il 2 agosto e il 14 novembre 2004.

## Distribuzione

### Data di uscita
- Stati Uniti: A History of Violence, 30 settembre 2005
- Regno Unito: A History of Violence, 30 settembre 2005
- Germania: A History of Violence, 13 ottobre 2005
- Spagna: Una historia de violencia, 21 ottobre 2005
- Grecia: To telos tis vias, 27 ottobre 2005
- Francia: A History of Violence, 2 novembre 2005
- Italia: A History of Violence, 16 dicembre 2005

## Differenze dal romanzo a fumetti
Rispetto al romanzo a fumetti ci sono alcune modifiche: il nome del protagonista è stato cambiato da Tom McKenna a Tom Stall, John Torrino è diventato Carl Fogarty e il nome del figlio di Tom è stato cambiato da Buzz a Jack.
Nel fumetto Millbrook si trova nel Michigan, mentre nel film è nell'Indiana, e i boss non sono più di Brooklyn ma di Filadelfia. Secondo la stampa tedesca David Cronenberg e lo sceneggiatore Josh Olson hanno cambiato i nomi che sembravano italiani per evitare di anticipare i legami con la mafia.
Il più grande cambiamento rispetto al libro riguarda tuttavia il personaggio di Richie e la sua fine. Nel romanzo lui e Tom sono amici d'infanzia; nel film sono fratelli. Oltre a questo nel libro Richie viene catturato dai mafiosi e viene mutilato, e perciò Tom lo soffoca come atto di generosità, mentre nel film Richie è un boss mafioso e tenta di uccidere Tom, il quale gli spara uccidendolo per poter fuggire e tornare alla normalità.

## Riconoscimenti
- 2006 - Premio Oscar
  - Candidatura Miglior attore non protagonista a William Hurt
  - Candidatura Miglior sceneggiatura non originale a Josh Olson
- 2006 - Golden Globe
  - Candidatura Miglior attrice in un film drammatico a Maria Bello
- 2006 - Premio BAFTA
  - Candidatura Migliore sceneggiatura non originale a Josh Olson
- 2005 - Festival di Cannes
  - Candidatura Palma d'oro a David Cronenberg
- 2006 - Kansas City Film Critics Circle Award
  - Miglior attrice non protagonista a Maria Bello
- 2006 - Saturn Award
  - Candidatura Miglior film d'azione/di avventura/thriller
  - Candidatura Miglior attore protagonista a Viggo Mortensen
  - Candidatura Miglior attore non protagonista a William Hurt
- 2006 - Broadcast Film Critics Association Award
  - Candidatura Miglior attrice non protagonista a Maria Bello
- 2006 - Central Ohio Film Critics Association Award
  - Miglior film
  - Migliore regia a David Cronenberg
  - Miglior attrice non protagonista a Maria Bello
- 2006 - Chicago Film Critics Association Award
  - Migliore regia a David Cronenberg
  - Miglior attrice non protagonista a Maria Bello
  - Candidatura Miglior film
  - Candidatura Migliore sceneggiatura non originale a Josh Olson
- 2005 - Los Angeles Film Critics Association Award
  - Miglior attore non protagonista a William Hurt
  - Candidatura Miglior film
  - Candidatura Migliore regia a David Cronenberg
- 2006 - Premio César
  - Candidatura Miglior film straniero a David Cronenberg
- 2006 - David di Donatello
  - Candidatura Miglior film straniero a David Cronenberg

- 2005 - National Board of Review Award
  - Migliori dieci film
- 2006 - Empire Award
  - Candidatura Miglior thriller
  - Candidatura Miglior attore protagonista a Viggo Mortensen
- 2005 - Gotham Award
  - Candidatura Miglior film
- 2005 - Satellite Award
  - Candidatura Miglior film drammatico
  - Candidatura Miglior attore in un film drammatico a Viggo Mortensen
  - Candidatura Miglior attrice non protagonista a Maria Bello
- 2005 - New York Film Critics Circle Award
  - Miglior attore non protagonista a William Hurt
  - Miglior attrice non protagonista a Maria Bello
  - Candidatura Miglior film
  - Candidatura Migliore regia a David Cronenberg
  - Candidatura Miglior attore protagonista a Viggo Mortensen
- 2005 - Hollywood Legacy Awards
  - Scrittore dell'anno a Josh Olson
- 2005 - Dallas-Fort Worth Film Critics Association Award
  - Migliori dieci film
- 2005 - National Society of Film Critics Award
  - Migliore regia a David Cronenberg
  - Miglior attore non protagonista a Ed Harris
- 2006 - Southeastern Film Critics Association Award
  - Candidatura Miglior film
- 2005 - Toronto Film Critics Association Award
  - Miglior film
  - Migliore regia a David Cronenberg
- 2005 - Danish Film Critics Association Awards
  - Miglior film